# Chiesa di San Siro (Santa Margherita Ligure)
La chiesa di San Siro è un luogo di culto cattolico situato nel quartiere di San Siro, in piazza San Siro, nel comune di Santa Margherita Ligure nella città metropolitana di Genova. La chiesa è sede della parrocchia omonima del vicariato di Rapallo-Santa Margherita Ligure della diocesi di Chiavari.

## Storia e descrizione

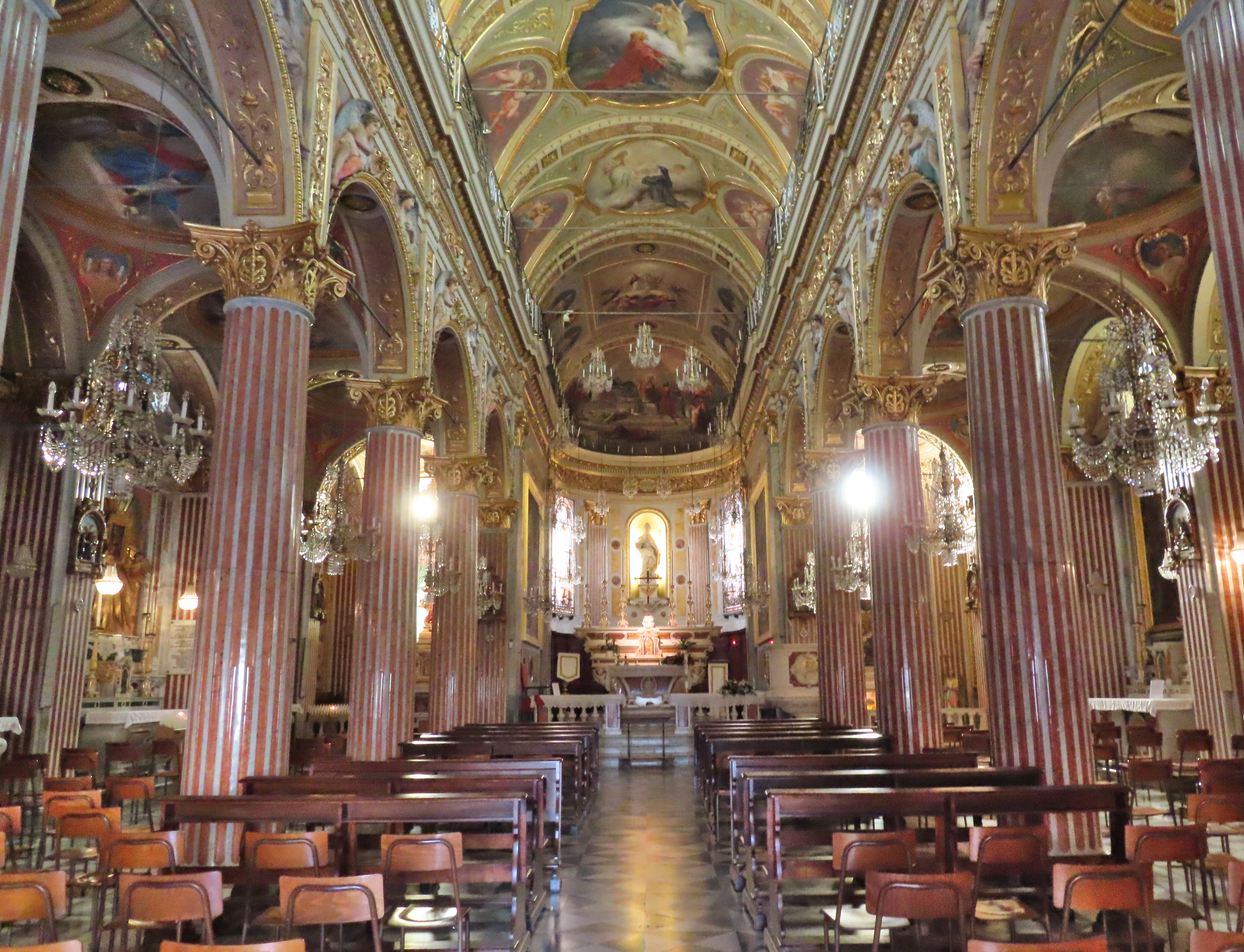
La navata centrale

Parrocchia dal XIV secolo, fu ristrutturata nel 1888 presentandosi oggi in una struttura a tre navate. La consacrazione è avvenuta l'11 luglio 1911.
All'interno sono conservate una statua lignea dello sculture Anton Maria Maragliano raffigurante la Vergine Maria nella cappella a sinistra della navata maggiore e una tela di Valerio Castello ritraente i Santi Sebastiano, Lorenzo e Rocco.